# Francis Parker Shepard
Francis Parker Shepard (* 10. Mai 1897 in Marblehead, Massachusetts; † 25. April 1985 in La Jolla) war ein amerikanischer Sedimentologe, dessen Name vor allem mit der Untersuchung submariner Canyons und Meeresströmungen am Ozeanboden rund um Schelf und Kontinentalhang in Verbindung gebracht wird.

## Leben
Shepard war der Sohn einer einigermaßen wohlhabenden Familie. Er studierte Geologie unter R. A. Daly an der Harvard University, unterbrochen vom Kriegsdienst in der US Navy während des Ersten Weltkrieges. Nachdem er seine zukünftige Frau, Elizabeth Buchner, kennengelernt hatte, entschied er sich, seinen Doktortitel an der University of Chicago zu erwerben, nicht weit entfernt von ihrem Wohnort in Milwaukee. In Chicago arbeitete er mit J Harlen Bretz, Rollin D. Salisbury und Rollin T. Chamberlin (Sohn von Thomas Chamberlin) über die Strukturgeologie der Rocky Mountains. Er erhielt 1922 den Doktorgrad, und begann als Dozent an der University of Illinois. Von 1939 bis 1946 war er dort Professor der Geologie.
Nach einem Sabbatjahr 1933, das er für das Studium submariner Canyons vor der Küste von Kalifornien nutzte, verbrachten Shepard und seine graduierten Studenten Robert S. Dietz und Kenneth O. Emery die meisten Sommer in La Jolla, da ihnen dort am Scripps Institution of Oceanography ein professionelles Forschungsschiff zur Verfügung stand.
Im Zweiten Weltkrieg arbeitete Shepard an der University of California wieder für die US Navy und beriet die Navy bei der Planung von Unterseeboot-Operationen. Nach dem Krieg erhielt Shepard eine unbegrenzte Anstellung in La Jolla und wurde dort 1945 Professor für Meeresgeologie. Zwischen 1951 und 1960 war er Direktor eines Projekts des American Petroleum Institutes (API Project 51), das sich mit der Sedimentation im nördlichen Golf von Mexiko befasste. Nach seiner Pensionierung im Jahr 1966 arbeitete Shepard weiter, auch wenn er gegen Ende seines Lebens das Haus aus Gesundheitsgründen nicht mehr verlassen konnte.

## Wirken
Shepard arbeitete zunächst im Bereich der Strukturgeologie der Rocky Mountains und veröffentlichte nach seiner Promotion elf strukturgeologische Aufsätze. Die Tatsache, dass sein Vater Vorstand der Schifffahrtsgesellschaft Shepard Steamship Line war, erlaubte ihm ab 1923 die Nutzung der väterlichen Yacht, und Shepard wandte sich zunehmend der Erkundung der Ozeane mit den Methoden der Meeresgeologie zu. Er untersuchte die Verteilung von Sedimenten auf dem Schelf von New England und fand Hinweise auf die Rolle von Meeresspiegelschwankungen bei der Entwicklung des Schelfs. In der Folgezeit weitete er seine Arbeit auf Schelfgebiete weltweit aus und veröffentlichte 1937 seine klassische Arbeit Sediments of the continental shelves. In La Jolla konzentrierte er seine Arbeit auf den Schelf vor Kalifornien und den Golf von Kalifornien und erforschte die Prozesse, die sie gestalteten. Er ging von der Überlegung aus, dass submarine Canyons ursprünglich von Flüssen gebildet wurden, als der Meeresspiegel während des Pleistozäns bedeutend niedriger war als heute. Später erkannte er die von R. A. Daly und Ph. H. Kuenen behauptete Rolle von Suspensionsströmen an, die zumindest im unteren Teil die Bildung der Canyons dominieren.
Shepard veröffentlichte mehr als 200 Aufsätze und mehrere Bücher. 1948 erschien sein Lehrbuch Submarine Geology, ein Standardwerk der Meeresgeologie, das zahlreiche Neuauflagen erfuhr. Ebenfalls als Standardwerke etablierten sich The Earth Beneath the Sea (1959) und Our Changing Coastlines (1971, mit Harold R. Wanless).

## Ehrungen
Shepard erhielt die Wollaston-Medaille der Geological Society of London (1966) wie auch die Sorby-Medaille der International Association of Sedimentologists (1978). Seit 1967 vergibt die Society for Sedimentary Geology die Francis P. Shepard Medal für herausragende Beiträge zur Meeresgeologie.